# Longifrons robertsoni
Longifrons robertsoni är en tvåvingeart som beskrevs av Kim 1994. Longifrons robertsoni ingår i släktet Longifrons och familjen lövflugor. Inga underarter finns listade i Catalogue of Life.